# La casa de papel
La casa de papel es una serie de televisión española de drama criminal sobre atracos creada por Álex Pina y producida por Atresmedia en sus inicios. La serie narra dos atracos largamente preparados liderados por el Profesor (Álvaro Morte), uno a la Fábrica Nacional de Moneda y Timbre y otro al Banco de España, contados desde la perspectiva de uno de los atracadores, Tokio (Úrsula Corberó). La historia se cuenta en tiempo real y se basa en un narrador poco confiable, flashbacks, saltos en el tiempo y motivaciones ocultas de los personajes para lograr complejidad. La serie está inspirada en el protocolo del atracador de bancos Willie Sutton, que concibió más de 100 golpes mediante disfraces y engaños y sin necesidad de disparar a nadie. Eso le reportó dos millones de dólares en las décadas de 1920-1950.
Inicialmente, la serie estaba pensada como una serie limitada que se contaría en dos partes. Se presentó en la tercera edición del Festival de Televisión de Primavera en Burgos en marzo de 2017 y tuvo su emisión original de 15 episodios en la red española Antena 3 desde el 2 de mayo de 2017 hasta el 23 de noviembre de 2017. Netflix adquirió los derechos de transmisión global a finales de 2017. Recortó la serie en 22 episodios más cortos y los lanzó en todo el mundo, comenzando con la primera parte el 20 de diciembre de 2017, seguida de la segunda parte el 6 de abril de 2018. En abril de 2018, Netflix renovó la serie con un presupuesto significativamente mayor para 16 nuevos episodios en total. La parte 3, con ocho episodios, se estrenó el 19 de julio de 2019. La parte 4, también con ocho episodios, se estrenó el 3 de abril de 2020. El mismo día se estrenó en Netflix un documental que involucra a los productores y el elenco, titulado La casa de papel: El Fenómeno. En julio de 2020, Netflix renovó el programa para una quinta y última parte, que se estrenó en dos volúmenes de cinco episodios el 3 de septiembre y el 3 de diciembre de 2021, respectivamente.
Similar a La casa de papel: El Fenómeno, un documental de dos partes que involucra a los productores y el elenco se estrenó en Netflix el mismo día, titulado 
La casa de papel: De Tokio a Berlín. La serie fue filmada en Madrid, España. También se rodaron partes importantes en Panamá, Tailandia, Italia (Florencia), Dinamarca y Portugal (Lisboa). El 24 de junio de 2022 se estrenó una nueva versión surcoreana ambientada en un universo alternativo, La casa de papel: Corea, mientras que un spin-off directo, Berlín, con Pedro Alonso, Itziar Ituño y Najwa Nimri retomando sus papeles, se estrenó el 29 de diciembre de 2023, formando un universo compartido.
La serie recibió varios premios, incluido el Premio Emmy Internacional a la mejor serie dramática en la 46ª edición de los Premios Emmy Internacional, así como elogios de la crítica por su trama sofisticada, dramas interpersonales, dirección y por intentar innovar la televisión española. La canción antifascista italiana «Bella ciao», que suena varias veces a lo largo de la serie, se convirtió en un éxito de verano en toda Europa en 2018. En 2018, la serie era la serie en idioma no inglés más vista y una de las series más vistas en general en Netflix, teniendo particular resonancia entre los espectadores de la Europa mediterránea y las regiones latinoamericanas.

## Sinopsis
Un misterioso hombre conocido como «el Profesor» ha pasado toda su vida planeando el mayor de los atracos de la historia: entrar en la Fábrica Nacional de Moneda y Timbre e imprimir 2400 millones de euros. Para llevar a cabo este ambicioso plan, el Profesor recluta a un equipo de ocho personas con ciertas habilidades y que no tienen nada que perder. Estos, junto al Profesor, planean cada paso del atraco durante cinco meses. Este equipo, con nombres de diferentes ciudades del mundo, requiere de 11 días de reclusión en la Fábrica, durante los cuales tiene que lidiar con las fuerzas de élite de la policía y 67 rehenes.

## Episodios
| Temporada | Temporada | Episodios | Episodios | Lanzamiento original    | Lanzamiento original    |
| Temporada | Temporada | Episodios | Episodios | Primera emisión         | Última emisión          |
| --------- | --------- | --------- | --------- | ----------------------- | ----------------------- |
|           | 1         | 15        | 9         | 2 de mayo de 2017       | 27 de junio de 2017     |
|           | 1         | 15        | 6         | 16 de octubre de 2017   | 23 de noviembre de 2017 |
|           | 2         | 26        | 8         | 19 de julio de 2019     | 19 de julio de 2019     |
|           | 2         | 26        | 8         | 3 de abril de 2020      | 3 de abril de 2020      |
|           | 2         | 26        | 5         | 3 de septiembre de 2021 | 3 de septiembre de 2021 |
|           | 2         | 26        | 5         | 3 de diciembre de 2021  | 3 de diciembre de 2021  |

## Reparto

### Principales
- Álvaro Morte como Sergio Marquina «El Profesor» / Salvador "Salva" Martín (partes 1-5) - Autor intelectual del atraco y quien reúne y lidera al grupo de asaltantes. Hermano de Andrés de Fonollosa «Berlín». Genio, educado y tímido. Es pareja de Raquel Murillo «Lisboa».
- Pedro Alonso como Andrés (Marquina) de Fonollosa «Berlín» (partes 1-5) - Ladrón a guante blanco de joyas y el segundo al mando del «Profesor», su hermano (Sergio Marquina). Genio, educado, refinado, narcisista y leal.
- Úrsula Corberó como Silene Oliveira «Tokio» (partes 1-5) - Protagonista y voz en off; era una ladrona y asesina fugitiva hasta que «El Profesor» la invitó para participar en su plan. Pareja de «Río».
- Itziar Ituño como Raquel Murillo Fuentes «Lisboa» (partes 1-5) - Inspectora del Cuerpo Nacional de Policía que es puesta a cargo del caso. Se une a la banda después del primer atraco y mantiene una relación amorosa con «El Profesor». Madre de Paula e hija de Mariví.
- Alba Flores como Ágata Jiménez «Nairobi» (partes 1-4; invitada parte 5)- Experta en falsificación y encargada del control de calidad y producción del dinero y oro robado en los dos atracos. Mejor amiga de «Tokio» y «Helsinki». Tiene un hijo de 9 años llamado Axel, del cual perdió la custodia al usarlo como mula y el cual desea recuperar.
- Miguel Herrán como Aníbal Cortés «Río» (partes 1-5) - Hacker encargado de hacer flanquear el sistema de seguridad de la fábrica, y pareja de Tokio.
- Jaime Lorente como Daniel Ramos «Denver» (partes 1-5) - Ladrón y músculo del equipo. Hijo de Moscú, esposo de Estocolmo y padre de Cincinnati, un niño de 2 años (hijo biológico de Arturo Román).[12]
- Esther Acebo como Mónica Gaztambide «Estocolmo» (partes 1-5) - Una de los rehenes de la Fábrica Nacional de Moneda y Timbre, que es secretaria y examante de Arturo Román. Durante el primer atraco, se une a la banda después de enamorarse de «Denver», con quien está casada y tiene un hijo de 2 años, Cincinnati.
- Darko Perić como Mirko Dragić «Helsinki» (partes 1-5) - Experto en armas. Soldado veterano serbio de la guerra de Yugoslavia, primo de «Oslo», mejor amigo de «Nairobi» e interés amoroso de «Palermo»
- Paco Tous como Agustín Ramos «Moscú» (partes 1-2; invitado partes 3-5) - Experimentado minero, encargado de abrir las cerraduras de las cajas fuertes y de cavar el túnel para escapar de la fábrica. Es el padre de «Denver» y padrino de «Manila».
- María Pedraza como Alison Parker (partes 1-2) - Rehén e hija del embajador británico en España.
- Kiti Mánver como María Victoria «Mariví» Fuentes (partes 1-2; invitada partes 3-4) - Madre de Raquel, con problemas de memoria.
- Hovik Keuchkerian como Santiago López «Bogotá» (partes 3-5) - Soldador. Amigo de Palermo, Marsella y Berlín. Se une a la banda para asaltar el Banco de España.
- Rodrigo de la Serna como Martín Berrote «Palermo» (partes 3-5) - Arquitecto del atraco al Banco de España y jefe al mando de este operativo. Mejor amigo de «Berlín», del cual siempre estuvo enamorado de forma no correspondida, e interés amoroso de «Helsinki»
- Luka Peroš como Jakov «Marsella» (recurrente parte 3; partes 4-5) - Amigo de Berlín, Palermo y Bogotá. Se une a la banda para asaltar el Banco de España. Opera desde fuera del atraco.
- Belén Cuesta como Julia Martínez «Manila» (invitada parte 3; partes 4-5) -. Ahijada transgénero de Moscú que se convierte en una atracadora encubierta entre los rehenes del banco. Es hija de Benjamín (Logroño).
- Enrique Arce como Arturo Román (partes 1-5) - Rehén y director de la Fábrica Nacional de Moneda y Timbre de España. Charlatán que después del atraco a la fábrica, se convierte en gurú de autoayuda exagerando sus supuestos logros como héroe del rescate.
- Fernando Cayo como Luis Tamayo (partes 3-5) - Coronel del Centro Nacional de Inteligencia, encargado del caso del atraco al Banco de España.
- Najwa Nimri como Alicia Sierra Montes (partes 3-5) - Inspectora del Cuerpo Nacional de Policía, puesta a cargo del atraco al Banco de España, coincidiendo con la última etapa de su embarazo.

### Secundarios
- Roberto García como Radko Dragić «Oslo» (partes 1-2; invitado 3-4) - Soldado veterano serbio de la guerra de Yugoslavia y primo de Helsinki.[cita requerida]
- Ahikar Azcona como Matías Caño «Pamplona» (partes 3-5) - Asociado de Bogotá, atracador encubierto entre los rehenes del banco, a los que posteriormente vigila.[cita requerida]
- Diana Gómez como Tatiana (recurrente 3-5) - Exmujer de Berlín.[cita requerida]
- Patrick Criado como Rafael de Fonollosa (recurrente parte 4-5) - Hijo de Berlín que ha estudiado ingeniería electrónica en el MIT (Massachusetts).[13]
- José Manuel Poga como César Gandía (partes 3-5) - Rehén y jefe de seguridad del Banco de España, quien posteriormente escapa, generando problemas a los atracadores.[cita requerida]
- Juan Fernández Mejías como Luis Prieto (parte 1-3 recurrente parte 4) - Coronel del Centro Nacional de Inteligencia, encargado del caso del atraco a la Fábrica Nacional de Moneda y Timbre, teniendo como prioridad rescatar a Alison Parker, para evitar una crisis diplomática.
- Francisco Javier Pastor como Dragan (banda de los serbios). Aparece en los capítulos 13, 14 y 15 de la parte 2; capítulos 7 y 8 de la parte 4; y capítulos 1, 7, 8 y 10 de la parte 5.[cita requerida]
- Fernando Soto como Ángel Rubio (partes 1-5) - Subinspector del Cuerpo Nacional de Policía, encargado del caso en ambos atracos.[cita requerida]
- Mario de la Rosa como Suárez (partes 1-5) - Jefe de los GEOs, durante ambos atracos.[cita requerida]
- Agnes Llobet como Pilar (invitada partes 1-2) - Miembro de la policía científica.[cita requerida]
- Miquel García Borda como Alberto Vicuña (recurrente 1-2; invitado parte 4) - Policía, exesposo de Raquel.[cita requerida]
- Pep Tosar como Comisario Sánchez (partes 1-2) - Comisario policial, jefe de Raquel.[cita requerida]
- Naia Guz como Paula Vicuña Murillo (partes 1-2; invitada partes 3-4) - Hija de Raquel y Alberto.[cita requerida]
- Ainhoa Santamaría como Laura (invitada parte 1-2) - Exmujer de Arturo Román.[cita requerida]
- Peter Nikolas como Nikolai Dimitrievich (partes 1-2) - Empleado del desguace donde quedó el auto de los atracadores.[cita requerida]
- Elisabet Gelabert como Mari Carmen (partes 1-2) - Exmujer de Ángel Rubio.[cita requerida]
- Fran Morcillo como Pablo Ruiz (partes 1-2) - Rehén y estudiante, compañero de clase de Alison.[cita requerida]
- Anna Gras como Mercedes Colmenar (partes 1-2) - Rehén y maestra de Alison y Pablo.[cita requerida]
- Pedro Pablo Isla como Jacinto (partes 1-2) - Rehén y guardia de seguridad de la Fábrica Nacional de Moneda y Timbre. [cita requerida]
- Antonio Cuéllar como Sr. Torres (partes 1-2) - Rehén y empleado de la Fábrica Nacional de Moneda y Timbre.[cita requerida]
- Clara Alvarado como Ariadna Cáscales (partes 1-2) - Rehén del atraco a la Fábrica Nacional de Moneda y Timbre.[cita requerida]
- Pep Munné como Mario Urbaneja (partes 3-5) - Rehén y gobernador del Banco de España.[cita requerida]
- Olalla Hernández como Amanda (partes 3-5) - Rehén y secretaria del gobernador.[cita requerida]
- Carlos Suárez II como Miguel Fernández (partes 3) - Rehén y becario informático del Banco de España.[cita requerida]
- Mari Carmen Sánchez como Paquita (parte 3) - Rehén y enfermera que cuida de Nairobi.[cita requerida]
- Antonio Romero como Benito Antoñanzas (parte 3) - Oficial de policía, que participa en el caso del atraco al Banco de España.[cita requerida]
- Luca Anton como Cincinnati (partes 3; 5) - Hijo de Mónica y Denver.[cita requerida]
- Ramón Agirre como Benjamín Ramos «Logroño» (partes 4-5) - Ex-minero y amigo de Moscú, que ayuda en el atraco al Banco de España, participando en el rescate de Lisboa. Es el padre de Manila.[cita requerida]
- Roman Rymar como Borish el Polaco (partes 4-5) - Minero y miembro de los mineros, ayuda en el atraco al Banco de España, participando en el rescate de Lisboa.[cita requerida]
- Miguel Ángel Silvestre como René (parte 5) - Exnovio de Tokio con el que empezó a atracar.[13]
- José Manuel Seda como Sagasta (parte 5) - Comandante de las Fuerzas Especiales del Ejército Español.[13]
- Alberto Amarilla como Ramiro Vázquez (parte 5) - Comandante de las Fuerzas Especiales del Ejército Español.[cita requerida]
- Jaime Nava como Cañizo (parte 5).[cita requerida]
- Jennifer Miranda como Arantxa Arteche (parte 5).[cita requerida]

## Producción

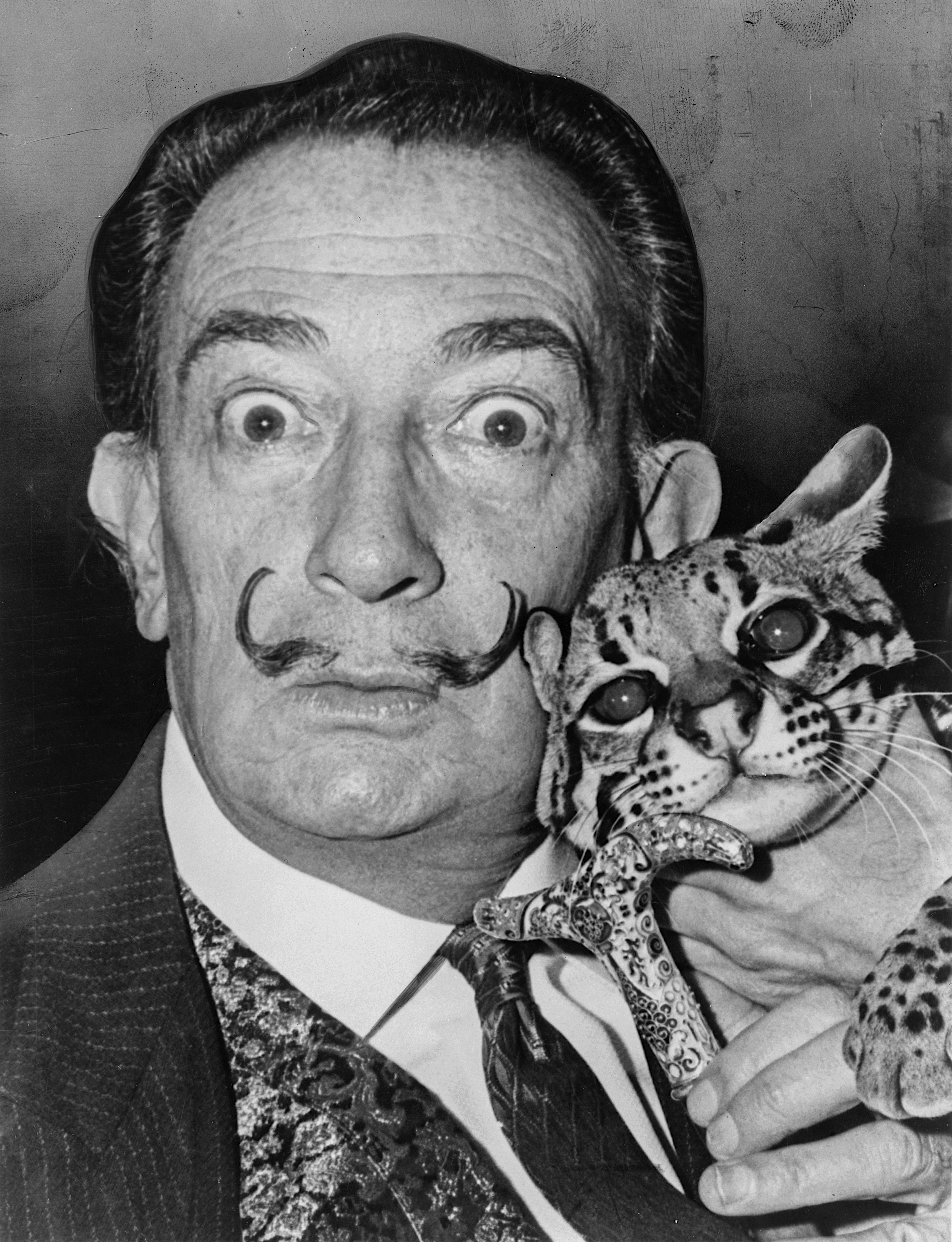
El pintor surrealista español Salvador Dalí fue elegido para el diseño de la máscara del equipo.

La serie se estrenó el 2 de mayo de 2017 y acabó el 23 de noviembre del mismo año, con un total de 15 capítulos. Netflix adquirió los derechos de distribución de la serie posteriormente, motivo por el cual su audiencia se ha extendido hacia otros países, generalmente bajo el nombre de Money Heist, y con 22 capítulos en total, reorganizados del original. El 18 de abril de 2018, ganó un Premio Emmy Internacional en la categoría de "mejor drama", hecho inédito en la historia de la televisión en España, renovando la serie con dicha plataforma para una tercera temporada estrenada en 2019. El 19 de julio de ese mismo año se estrenó su tercera parte en Netflix siendo el preestreno en las playas de Málaga el día anterior. El 3 de abril de 2020 se estrenó la cuarta parte. El 31 de julio de 2020, Netflix anunció que la quinta parte de la serie sería la última. Es la serie de habla no inglesa más vista en la historia de Netflix.

### Diseño
La estética de la serie fue desarrollada por el creador Álex Pina, el director Jesús Colmenar y el director de fotografía Migue Amoedo, según La Vanguardia ''El trío artístico más prolífico de los últimos años''. Abdón Alcañiz trabajó como director artístico.

### Música

#### Bella ciao
La canción italiana antifascista Bella ciao se oye varias veces a lo largo de la serie. Tokio cuenta en una de sus narraciones: "La vida del Profesor giró en torno a una sola idea: resistencia. Su abuelo, que había luchado contra los fascistas en Italia, le enseñó la canción y nos la enseñó". La canción también se reproduce en otros momentos emblemáticos, como cuando los ladrones logran escapar de la Casa de la Moneda, una metáfora de la libertad. Una versión del tema, cantado por Najwa Nimri también es parte de la serie.
Debido a la popularidad de la serie, Bella ciao, interpretada por el Profesor y Berlín (dos personajes principales), entraron en SNEP, la lista oficial francesa de éxitos, debutando en el número cinco en mayo de 2018. Una versión remezclada de la misma canción Bella ciao (Hugel Remix) con el Profesor alcanzó su máximo en abril de 2018 en el número 16 en SNEP y alcanzó el número dos en la lista de éxitos alemana. Otras versiones de la canción incluyen las de The Bear llegando al número 45 en Francia, la versión de Sound of Legend llegando al número 34, y la versión de Manu Pilas llegando al número 27. El rapero Rémy hizo una muestra de la canción añadiendo versos franceses de rap. Esta versión alcanzó el número 66 en la lista francesa. El 18 de mayo de 2018, Maître Gims, Vitaa, Dadju, Slimane y Naestro dieron a conocer una versión francesa completamente renovada con nuevas letras en francés que conservan algunas líneas en italiano.
La canción se hizo popular en España en los años setenta mediante interpretaciones por parte de cantautores en las postrimerías del franquismo tales como Adolfo Celdrán o Paco Revuelta.

#### Otras canciones
Parte de la banda sonora de la serie son:
- «Cuando Suba La Marea» de Amaral
- «Haunted House» de The Madcaps
- «My Life Is Going On» de Cecilia Krull
- «The Flower Duet» de Léo Delibes
- «Who Can It Be Now?» de Men at Work
- «You'll Never Walk Alone» de Gerry & The Pacemakers
- «Feeling Good» de Muse
- «Another Sunny Day» de Belle and Sebastian
- «Guantanamera»
- «Lonely Boy» de The Black Keys
- «Rocks» de Primal Scream
- «Be My Baby» de The Ronettes
- «Broken Coastline» de Down Like Silver
- «I Want You» de Australian Blonde
- «La Deriva» de Vetusta Morla
- «Timebomb Zone» de The Prodigy
- «Grândola, Vila Morena» de Cecilia Krull y Pablo Alborán
- «Centro Di Gravità Permanente» de Franco Battiato
- «Way to Fall» de Starsailor
- «Kingston Town» de UB40
- «Necessity» de Rampa

### Vestuario

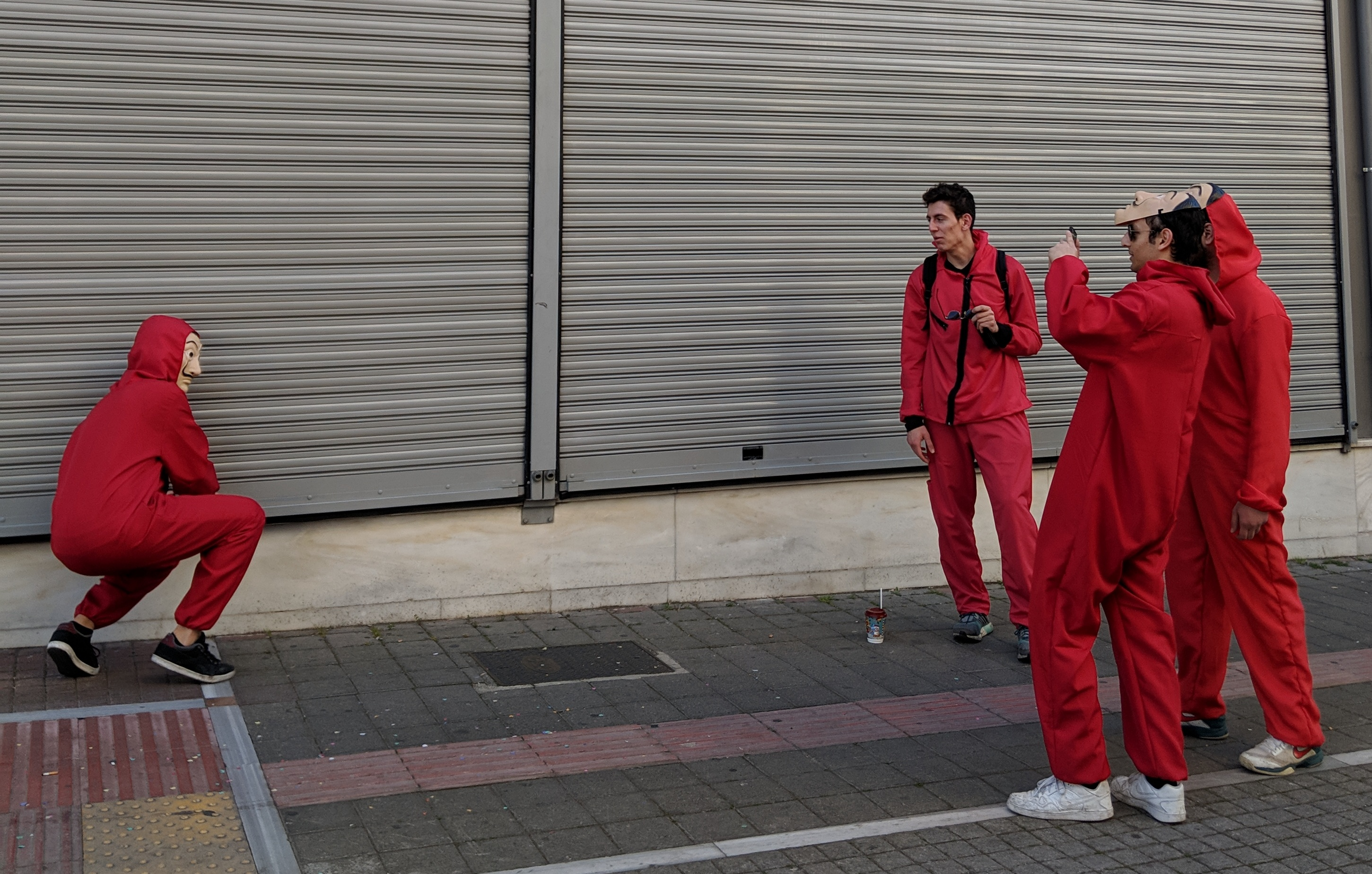
Cosplay en Patras (Grecia), 2019.

Los protagonistas van vestidos con monos de trabajo rojos y caretas de Salvador Dalí. Estos se convertirían en insignia de la serie. En un principio, se planteó usar caretas de Don Quijote, pero se prefirió a Dalí por ser "más icónico y mucho más moderno".
Detrás de los icónicos "monos" rojos, hay una deconstrucción que ayuda a darle soporte a su narrativa. El uso de esta prenda antes de adentrarse en el estilo urbano y cotidiano, surgió originalmente como vestimenta de trabajo dada su funcionalidad.

### Escenarios

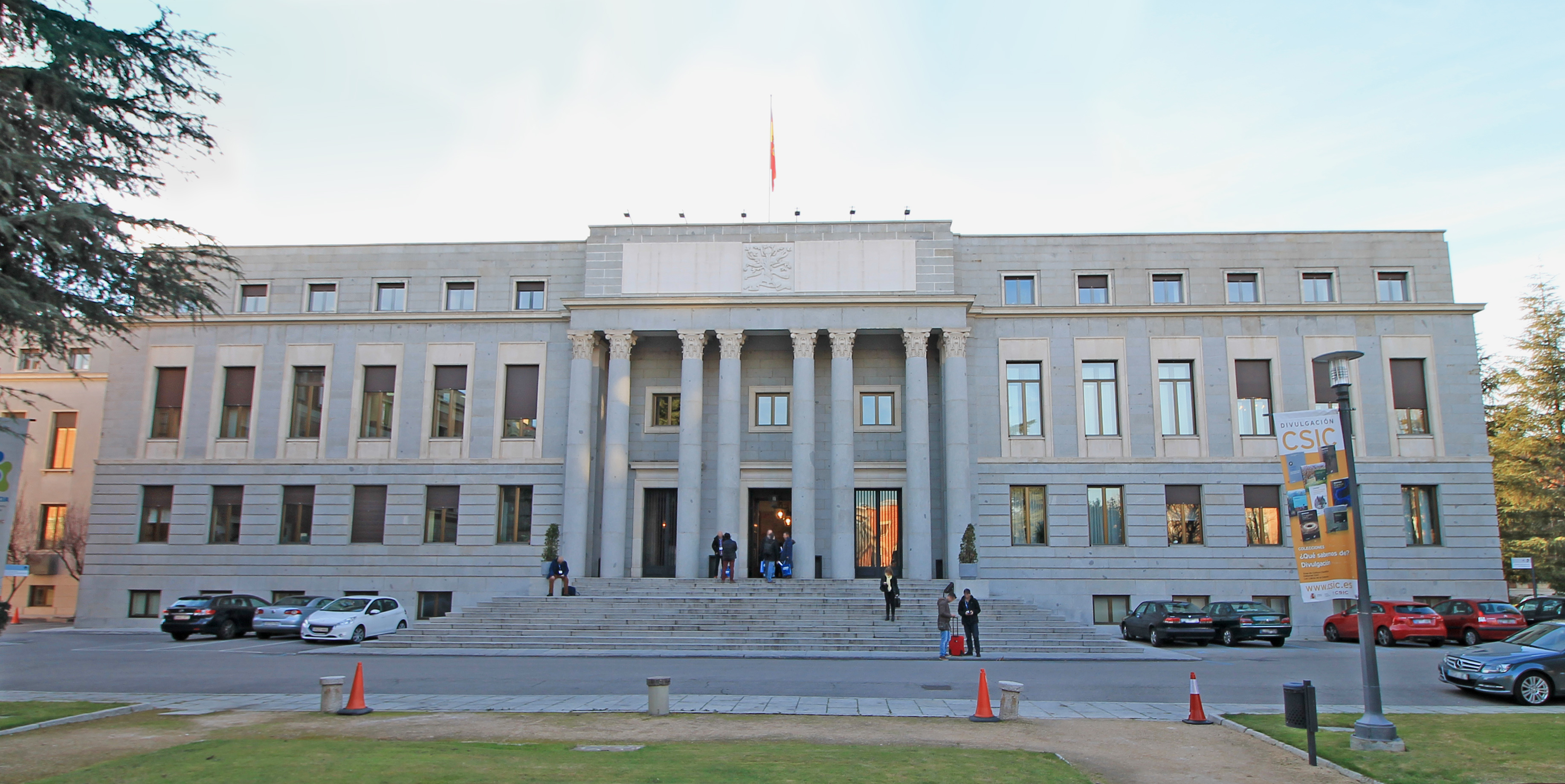
Sede central del CSIC, uno de los escenarios de la serie.

Aunque la historia transcurre en la Fábrica Nacional de Moneda y Timbre de España, la serie se rodó en la sede central del Consejo Superior de Investigaciones Científicas (CSIC), que tiene un parecido lejano con la ceca madrileña. Mientras, en la tercera temporada, la trama se desarrolla en el Banco de España, pero al igual que las anteriores temporadas se rodó en otro escenario: las instalaciones de los Nuevos Ministerios, también en Madrid.

## Audiencia
| Capítulo | Título      | Fecha      | Audiencia |
| -------- | ----------- | ---------- | --------- |
| 1.01     | Capítulo 1  | 02/05/2017 | 4,090,000 |
| 1.02     | Capítulo 2  | 10/05/2017 | 3,041,000 |
| 1.03     | Capítulo 3  | 16/05/2017 | 2,700,000 |
| 1.04     | Capítulo 4  | 23/05/2017 | 2,675,000 |
| 1.05     | Capítulo 5  | 30/05/2017 | 2,366,000 |
| 1.06     | Capítulo 6  | 06/06/2017 | 2,474,000 |
| 1.07     | Capítulo 7  | 13/06/2017 | 2,420,000 |
| 1.08     | Capítulo 8  | 20/06/2017 | 2,070,000 |
| 1.09     | Capítulo 9  | 27/06/2017 | 2,196,000 |
| 2.01     | Capítulo 10 | 16/10/2017 | 1,995,030 |
| 2.02     | Capítulo 11 | 23/10/2017 | 1,737,000 |
| 2.03     | Capítulo 12 | 02/11/2017 | 1,571,000 |
| 2.04     | Capítulo 13 | 09/11/2017 | 1,539,000 |
| 2.05     | Capítulo 14 | 16/11/2017 | 1,487,000 |
| 2.06     | Capítulo 15 | 23/11/2017 | 1,798,000 |

## Adquisición por Netflix

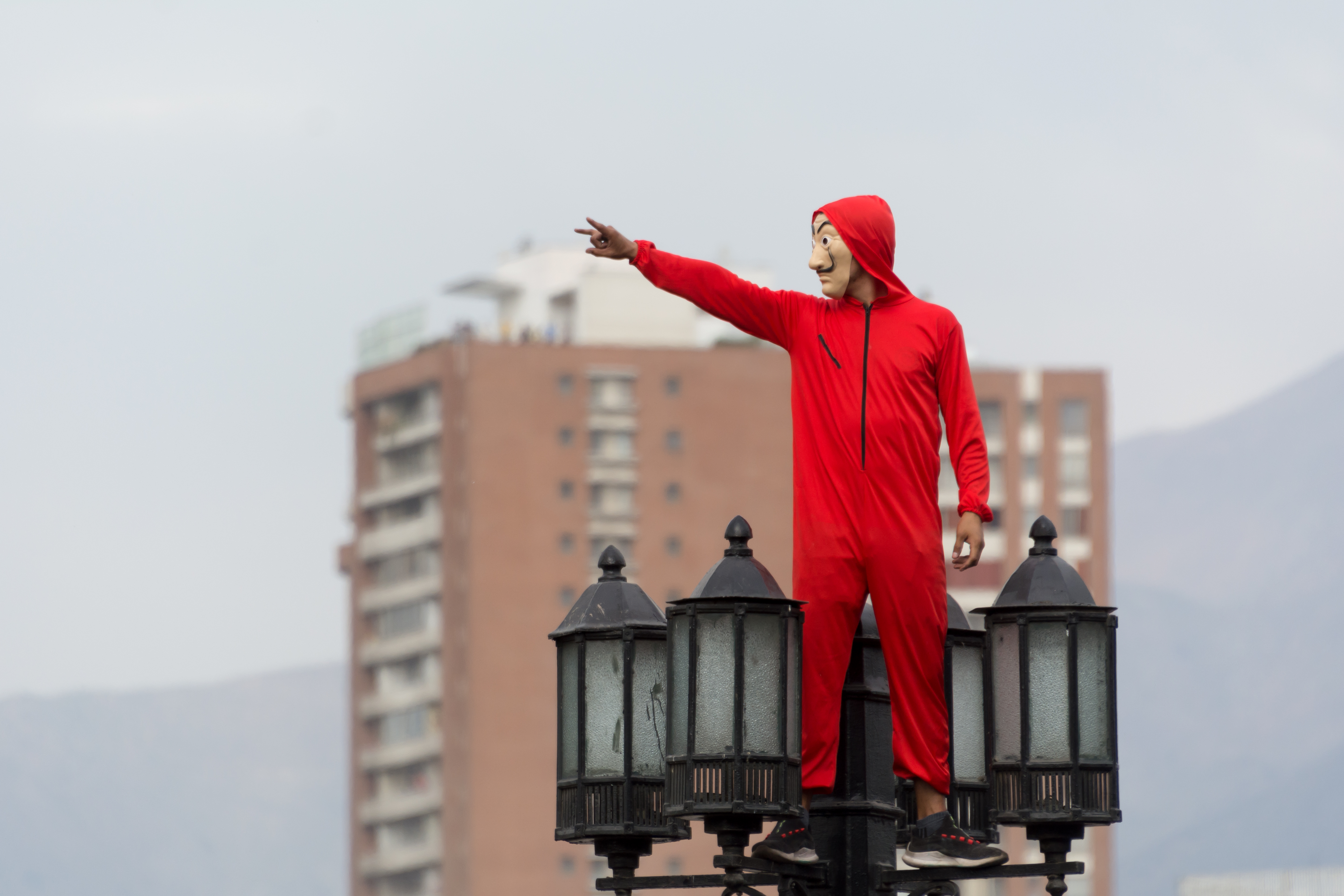
Manifestante usando el atuendo de la serie durante las protestas en Chile de 2019.

Netflix adquirió los derechos para transmitir la serie y distribuyó las dos primeras partes en su servicio de transmisión el 25 de diciembre de 2017 en todo el mundo. Sin embargo, en lugar de conservar los nueve episodios originales y el tiempo de ejecución de 70 minutos de cada episodio de la temporada, se dividió en 13 episodios diferentes sin título, cada uno con una duración de 40-50 minutos.
Netflix lanzó la segunda parte el 6 de abril de 2018 en todo el mundo. Los episodios de la segunda parte fueron reeditados de seis a nueve episodios con un tiempo de ejecución de 40-50 minutos. Una vez más, los episodios carecían de título.
Netflix anunció en su carta a los accionistas del primer trimestre de 2018 que la serie había sido la de habla no inglesa más vista de la plataforma en toda su historia.
El 18 de abril de 2018, Netflix renovó la serie para una tercera parte (2.ª temporada), cuya fecha de estreno fue el 19 de julio de 2019 a nivel mundial. La tercera parte fue una exclusiva de Netflix. El canal de YouTube latinoamericano de Netflix subió un vídeo el 18 de abril de 2018 titulado «Este es un mensaje para la resistencia». En el vídeo, aparecen algunos miembros del elenco, hablando sobre cómo sabían que el público estaba esperando más y diciendo que «el robo más grande aún no ha terminado».
El 25 de octubre de 2018 Netflix anunció en redes sociales el comienzo del rodaje de la tercera parte de la serie y confirmó que continuarían en la misma Úrsula Corberó (Tokio), Itziar Ituño (Raquel), Álvaro Morte (El Profesor), Alba Flores (Nairobi), Miguel Herrán (Río), Jaime Lorente (Denver), Esther Acebo (Mónica), Enrique Arce (Arturo), Darko Perić (Helsinki), Kiti Mánver (Mariví), Juan Fernández (Prieto) y Mario de la Rosa (Suárez). Además adelantó qué, de alguna manera, volverá a la ficción Berlín, el personaje al que da vida Pedro Alonso, a pesar de lo ocurrido en el último capítulo emitido. Por otro lado, se anunciaron los fichajes de Hovik Keuchkerian como Bogotá, Najwa Nimri como Alicia, Fernando Cayo como Tamayo, Belén Cuesta como Manila y Rodrigo de la Serna como Palermo; este último fue desvelado días antes junto a la renovación de La Casa de Papel por una cuarta parte. El 3 de septiembre y el 3 de diciembre de 2021 se estrenaron la primera y segunda parte de la quinta y última temporada de la serie, en la que hubo nuevas incorporaciones, como las de los actores Miguel Ángel Silvestre y Patrick Criado.

## Formatos
Versión original
La casa de papel debutó en Antena 3 el 2 de mayo de 2017, con la primera parte en nueve episodios, hasta el 27 de junio. Una segunda parte de seis episodios se emitió entre el 16 de octubre y el 23 de noviembre.
Home media
La parte uno y dos de la serie se lanzaron para su compra en la edición en español de Amazon el 8 de enero de 2018.

## Premios y nominaciones
| Año  | Categoría                              | Nominados        | Resultado |
| ---- | -------------------------------------- | ---------------- | --------- |
| 2017 | Mejor serie dramática                  | La casa de papel | Nominada  |
| 2017 | Mejor actor protagonista de una serie  | Álvaro Morte     | Nominado  |
| 2017 | Mejor actriz protagonista de una serie | Úrsula Corberó   | Nominada  |
| 2017 | Mejor actor de reparto de una serie    | Paco Tous        | Nominado  |
| 2017 | Mejor actriz de reparto de una serie   | Alba Flores      | Nominada  |

| Año  | Categoría        | Nominados | Resultado |
| ---- | ---------------- | --- | --------- |
| 2017 | Mejor Guion      | Álex Pina, Esther Martínez Lobato, David Barrocal, Pablo Roa, Esther Morales, Fernando Sancristóbal y Javier Gómez Santander | Ganadora  |
| 2018 | Mejor ficción    | La casa de papel | Nominada  |
| 2018 | Mejor actriz     | Úrsula Corberó | Ganadora  |
| 2019 | Mejor ficción    | La casa de papel | Ganadora  |
| 2019 | Mejor actor      | Álvaro Morte | Ganador   |
| 2019 | Mejor actriz     | Alba Flores | Ganadora  |
| 2019 | Mejor dirección  | - | Ganadores |
| 2019 | Mejor producción | Cristina López Ferrar | Ganadora  |
| 2020 | Mejor ficción    | La casa de papel | Nominada  |
| 2020 | Mejor guion      | Álex Pina y Javier Gómez Santander                                                                                           | Nominada  |
| 2020 | Mejor producción | - | Nominada  |

| Año  | Categoría       | Nominados                                                            | Resultado |
| ---- | --------------- | -------------------------------------------------------------------- | --------- |
| 2017 | Mejor Dirección | Jesús Colmenar, Alejandro Bazzano, Miguel Ángel Vivas y Álex Rodrigo | Ganadora  |

| Año  | Categoría                       | Nominados                                                            | Resultado |
| ---- | ------------------------------- | -------------------------------------------------------------------- | --------- |
| 2017 | Mejor Dirección de Ficción      | Jesús Colmenar, Alejandro Bazzano, Miguel Ángel Vivas y Álex Rodrigo | Ganadora  |
| 2017 | Mejor Ficción (por la crítica). | La casa de papel                                                     | Ganadora  |

| Año  | Categoría                               | Nominados     | Resultado |
| ---- | --------------------------------------- | ------------- | --------- |
| 2018 | Mejor actor secundario de televisión    | Pedro Alonso  | Ganador   |
| 2018 | Mejor actriz secundaria de televisión   | Alba Flores   | Nominada  |
| 2018 | Mejor actor protagonista de televisión  | Álvaro Morte  | Nominado  |
| 2018 | Mejor actor de reparto de televisión    | Jaime Lorente | Nominado  |
| 2018 | Mejor actriz revelación                 | Esther Acebo  | Nominada  |
| 2019 | Mejor actriz protagonista de televisión | Alba Flores   | Nominada  |
| 2019 | Mejor actor de reparto de televisión    | Fernando Cayo | Ganador   |

| Año  | Categoría                             | Nominados                    | Resultado |
| ---- | ------------------------------------- | ---------------------------- | --------- |
| 2018 | Mejor serie                           | La casa de papel             | Ganadora  |
| 2018 | Mejor programa con estrategia digital | La casa de papel             | Nominada  |
| 2018 | Mejor compositor musical              | Manel Santisteban            | Nominado  |
| 2018 | Mejor apertura de programa            | Atresmedia y Vancouver Media | Ganadores |
| 2020 | Mejor actriz principal                | Úrsula Corberó               | Nominada  |
| 2020 | Mejor actriz de reparto               | Alba Flores                  | Ganadora  |

| Año  | Categoría   | Nominados        | Resultado |
| ---- | ----------- | ---------------- | --------- |
| 2018 | Mejor drama | La casa de papel | Ganadora  |

| Año  | Categoría   | Nominados        | Resultado |
| ---- | ----------- | ---------------- | --------- |
| 2018 | Mejor serie | La casa de papel | Ganadora  |

| Año  | Categoría           | Nominados             | Resultado |
| ---- | ------------------- | --------------------- | --------- |
| 2021 | Mejor serie del año | La casa de papel (T5) | Nominada  |

## Próximos proyectos
| Título             | Año  | País   | Cadena  |
| ------------------ | ---- | ------ | ------- |
| Berlín             | 2023 | España | Netflix |
| El golpe del siglo | 2025 | España | Netflix |